# Krásná Pole
Krásná Pole (německy Schönfelden) jsou zaniklá obec na území obce Loučovice v okrese Český Krumlov.

## Historie

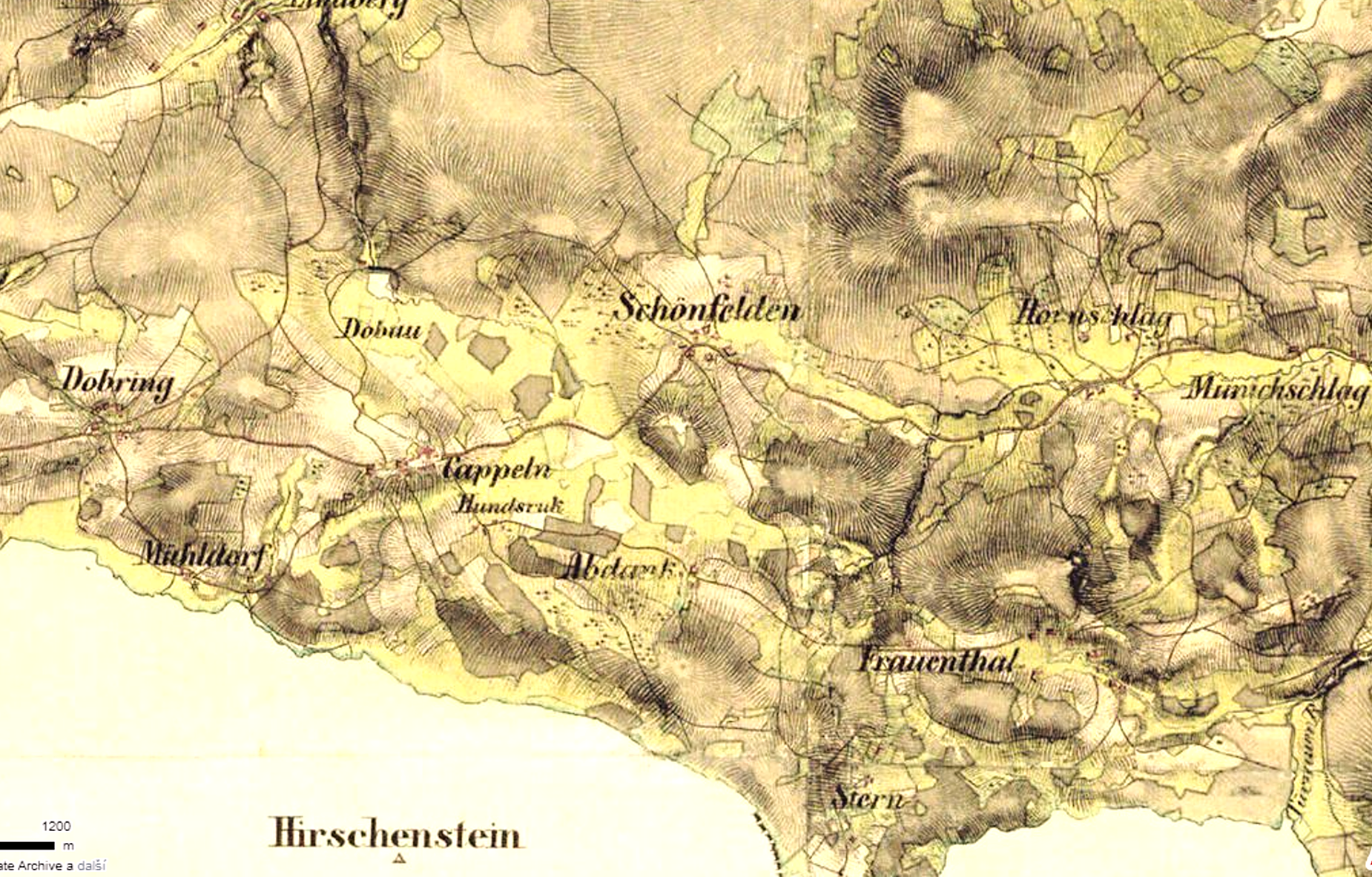
Krásná Pole (Schönfelden) na mapě z poloviny 19. století

První písemná zmínka o této obci pochází z roku 1530, kdy zde stálo 6 domů. Zasahuje sem teplý vzduch od Dunaje, pěstovalo se zde víno a chmel.
Od zavedení obecního zřízení v polovině 19. století byla Krásná Pole, tehdy pod názvem Schönfelden, samostatnou obcí pod kterou spadaly osady: Adámky, Dobřín, Hřbítek, Hvězda, Kapličky, Kienberg (pozdější Loučovice), Lhota, Lipová, Mlýnská a Nové Domky.
V roce 1930 stálo v této vesnici 17 domů a žilo zde 118 obyvatel. V letech 1938 až 1945 byla Krásná Pole, (v důsledku uzavření Mnichovské dohody) součástí, tehdy pod názvem Schönfelden, nacistického Německa. V roce 1950 byla Krásná Pole osadou obce Loučovice, později zanikla; domy byly zbořeny.